# Giuseppe Eberle
Giuseppe Eberle (Torrebelvicino, 12 marzo 1922 – ...) è stato un calciatore e allenatore di calcio italiano, di ruolo portiere.

## Carriera
Dopo aver giocato in Serie C con il Lanerossi Schio, nel 1941 viene acquistato dal Venezia. Nella stagione 1941-1942, chiuso da Giorgio Fioravanti, non è mai impiegato se non nel campionato riserve, mentre nel campionato successivo ha modo di esordire in Serie A. Debutta il 4 ottobre 1942 nella sconfitta per 2-1 sul campo del Livorno, e totalizza 16 presenze alternandosi per tutta la stagione con Fioravanti.
Durante l'interruzione bellica dei campionati torna a giocare nel Lanerossi Schio, per poi rientrare a Venezia disputando con i neroverdi il campionato di Divisione Nazionale 1945-1946. Nel 1946 viene acquistato dalla Fiorentina, insieme al compagno di squadra Francesco Lamberti, in cambio del passaggio di Luigi Griffanti ai veneti. Alla prima giornata subisce tre reti dall'Inter, e nel prosieguo della stagione lascia spesso spazio ad Arduino Romoli, a causa di frequenti incertezze. Nel campionato 1947-1948, come riserva del neoacquisto Giuseppe Moro, non è mai impiegato e resta fermo per l'intera stagione, nonostante l'interessamento del Palermo nel gennaio 1948.
Nel 1948 viene ceduto al Lecce, in Serie B, sostituendo Luciano Gisberti. I salentini retrocedono in Serie C al termine del campionato 1948-1949, ed Eberle rimane a difesa della porta giallorossa fino al 1953 per un totale di 113 presenze in campionato. In seguito si trasferisce all'Enna in IV Serie: con i siciliani disputa sei stagioni, contribuendo alla conquista del primo posto nel Campionato Interregionale - Seconda Categoria 1957-1958. In quella stessa stagione ricopre anche l'incarico di allenatore delle squadre giovanili.
Chiude la carriera con una presenza nel Bagheria, nel campionato di Serie D 1960-1961. L'anno successivo è sulla panchina dell'Igea Virtus, sempre in Serie D.